# Кому на Руси жить…
«Кому́ на Руси́ жить…» — советский художественный фильм Михаила Ведышева, снятый на Киностудии им. М. Горького и вышедший на экраны в 1989 году. Название отсылает к  поэме Н. А. Некрасова «Кому на Руси жить хорошо».

## Сюжет
После окончания войны Бачурин (Булдаков) с наградами вернулся домой, где его ждала семья и огромный сад, который он любил с детства. Но вышел указ об обложении налогом фруктовых деревьев, находящихся в частных владениях. И Бачурин загубил сад, ошпарив яблони кипятком. Так он получил свой первый большой срок… В 1953 году вернулся к осиротевшим сыновьям. Встретив на одной из вечеринок женщину, уехал на заработки и приказал ждать. Но та вышла замуж и он, не в силах простить предательства, поджёг её дом и получил второй срок…

## В ролях
- Алексей Булдаков — Иван Бачурин
- Галина Макарова — баба Маня, мать Ивана
- Андрей Болтнев — капитан Свидерский
- Борис Новиков — Никодим Петрович
- Наталья Егорова — Вера
- Ирина Чериченко — Катя
- Сергей Гармаш — «Барсук»
- Иван Екатериничев — старик-«зек»
- Александр Лебедев — Кубышкин
- Юрий Рычков — начальник колонии
- Юрий Ицков — Гена
- Вадим Вильский — следователь
- Владимир Басов-младший — эпизод

## Съёмочная группа
- Автор сценария: Эдуард Володарский
- Режиссёр: Михаил Ведышев
- Оператор: Александр Антипенко
- Художник: Валерий Иванов

## Создание фильма
Для драматурга Эдуарда Володарского сценарий фильма стал итогом размышлений о сталинском обществе, и он признавался, что был счастлив, когда нашёл единомышленника в лице Ведышева. Эпизод с уничтожением сада Володарский взял из жизни — так поступила его бабушка, чтобы не платить налог по «очередному античеловечному закону».

## Критика
Культуролог Игорь Лукшин, рассматривая «чёрную волну» в перестроечном кинематографе, поставил «Кому на Руси жить…» в ряд фильмов на тюремную тематику («А в России опять окаянные дни», «Беспредел»), в которых герой даже в заключении сохраняет верность принципам. Булдаков, по мнению Лукшина, заставляет вспомнить Егора Прокудина, главного героя фильма В. Шукшина «Калина красная», но в отличие от «Калины красной», завершавшейся катарсисом, фильм Ведышева даёт пессимистический ответ на хрестоматийный вопрос «Кому на Руси жить хорошо?».